# Henri de Lespinasse de Saune

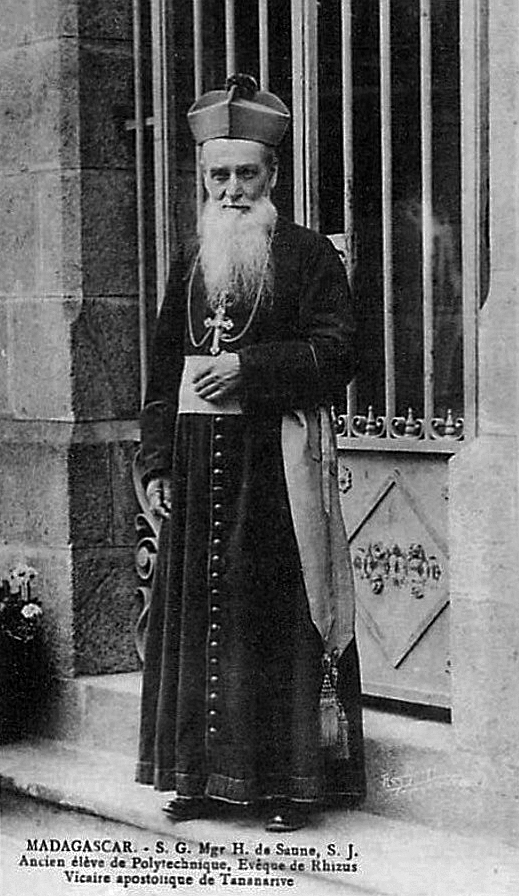

Henri de Lespinasse de Saune SJ (* 7. Juli 1850 in Toulouse, Frankreich; † 7. August 1929 in Tananarive, Madagaskar) war ein französischer Bischof der römisch-katholischen Kirche.

## Leben

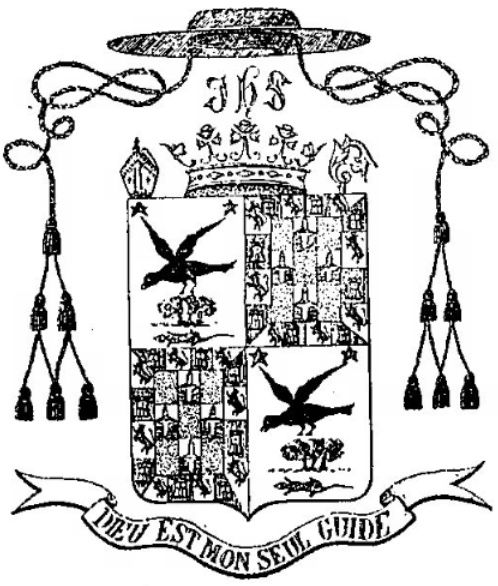
Wappen

Papst Leo XIII. ernannte Saune am 28. November 1899 zum Koadjutor-Apostolischen Vikar von Zentral-Madagaskar und Titularbischof von Rhizus. Jean-Marie Barthe SJ, Bischof von Trichinopoly, weihte ihn am 18. Februar 1900 mit Assistenz von Charles Lavigne SJ, Bischof von Trincomalee, und Hugues-Madelain Bottero MEP, Bischof von Kumbakonam, zum Bischof. Am 30. August 1911 trat Jean-Baptiste Cazet als Apostolischer Vikar zurück und Saune folgte ihm nach. Am 10. Mai 1913 wurde der Name des Vikariats in Tananarive geändert und Saune wurde Apostolischer Vikar von Tananarive. Am 7. März 1927 trat er von seinem Amt zurück.